# Djoueria Abdallah
Djoueria Abdallah est une femme politique comorienne. Sage-femme de la ville de Mitsamiouli, elle est entrée dans l'Histoire en 2004 en devenant la première femme à rejoindre l'Assemblée de l'union des Comores en représentant la première circonscription de Ngazidja,,.